# 畿內亞國家圖書館
畿內亞國家圖書館（法語：Bibliothèque Nationale de Guinée）是几内亚的國家圖書館，位於其首都科納克里。
國家圖書館在1958年（幾內亞獨立當年）創立。不過，當時國家圖書館仍只是黑非洲法國研究所轄下的一個已更名的分支圖書館而已。
國家圖書館並未獲得政府大力支持，不過在1961年，國家圖書館有一個訓練有素的圖書館管理員（他也是該國當時唯一一個圖書館管理員）和一些新入職和可培訓的人員，並獲得政府撥款。1967年末，國家圖書館館藏11000本圖書和300份期刊，以及從轉讓、購買和贈送等渠道獲得的所有東西。國家圖書館在翌年遷至一幢更小、更舊，但更靠近市中心的建築，還有一位新入職、由法國培訓的幾內亞人圖書館管理員。然而，兩名訓練有素的圖書館管理員都被調升至其他部門，而國家圖書館的財政預算也被削減；1985年，圖書館只能單靠捐款維持運作。
1986年，因應幾內亞政府的經濟措施，圖書館被關閉，而45000個公務員也被解僱。國家圖書館大約在這個時候館藏逾40000本圖書（其中一說為60000本），但它們全都分散在所有有儲存空間的地方，包括人民宮的地庫，以及屬於幾內亞首屈一指的出版社「帕特里斯盧蒙巴出版社」（Imprimérie Patrice Lumumba）的建築內。
謝克·西爾拉·巴巴（Cheick Sylla Baba）博士自1998年起出任國家圖書館秘書長。他面對着政府幾十年來的漠不關心，為國家圖書館爭取一切。國家圖書館目前在科納克里桑德瓦利亞（Sandervalia）區的博物館大樓內擁有自己的建築。2015年3月，國家圖書館鄰近賈邁·阿卜杜拉·納薩科納克里大學的新大樓奠基。
國家圖書館的館藏中包含一套完整的斯利豐（Syliphone）唱片公司黑膠唱片。該唱片由幾內亞製作，用以支持幾內亞音樂及其本土藝術家。
根據聯合國在2014年的估算，畿內亞成年人的識字率是百分之32。

## 相關書目
- Lajeunesse, Marcel (编). .  (PDF) 3. Bibliothèque et Archives nationales du Québec. 2008  [2019-07-16]. OCLC 401164333. （原始内容存档 (PDF)于2018-12-13） （法语）.
- , World Report 2010 (The Hague: International Federation of Library Associations),   [2019-07-16], OCLC 225182140, （原始内容存档于2019-06-29）, Freedom of access to information（包含有關幾內亞國家圖書館的資訊）